# Аматі

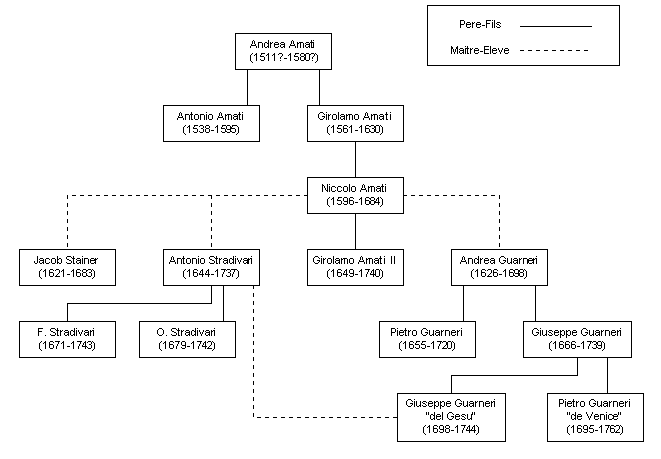
Родовід майстрів Аматі

Ама́ті – родина італійських майстрів смичкових музичних інструментів 16–17 ст. у м. Кремоні (Північна Італія). Хоча стосовно діяльності родини Аматі у Кремоні відомо з 1097 року. Завдяки трьом поколінням майстрів, їхнє рідне місто стало скрипальським центром Європи.
Засновник кремонської школи Андреа Аматі (*бл. 1533–†бл. 1612) створив класичну форму скрипки, досягнувши високої якості звучання. Почав працювати ще в дитинстві (збереглися інструменти з етикеткою 1546 року). Андреа Аматі вважають одним із перших майстрів смичкових інструментів, а можливо, навіть родоначальником скрипки.
Його сини Антоніо і Джироламо розвивали найкращі традиції батька. Вони працювали разом і створили багато чудових інструментів, які збереглися донині. Ставлячи відмітку на інструментах, Джироламо використовував латинську форму свого імені – Ієронім.
Син Джироламо — Ніколо Аматі (*1596–†1684) – найвидатніший представник родини, який створив ідеальну форму скрипки, довівши всі надбання роду до ідеалу. Його учнями були Антоніо Страдіварі та Андреа Гварнері, а також власний син – Джироламо (*бл. 1649–†1740).